# Александер Цин (награда)
Литературната награда „Александер Цин“ (на немски: Alexander-Zinn-Preis (Literaturpreis)) на град Хамбург се присъжда от 1964 до 1993 г. на всеки три години в памет на основателя и първи ръководител на Държавния пресцентър (1922) държавния съветник Александер Цин.
Отличието се дава за особени литературни постижения и като признание за цялостно творчество.
До 1978 г. наградата е на стойност 10 000, а след това – на 15 000 германски марки.
През 1995 г. Литературната награда „Александер Цин“ e заменена от наградата Хуберт Фихте.
Продължава присъждането на учредената през 1965 г. също от град Хамбург Награда „Александер Цин“ за журналистика.

## Носители на наградата
- 1964: Мартин Бехайм-Шварцбах
- 1967: Петер Ган
- 1970: Дитер Майхснер
- 1973: Ханс Ерих Носак
- 1976: Ханс Бютов
- 1977: Маргот Шрьодер
- 1980: Петер Рюмкорф
- 1985: Хуберт Фихте
- 1988: Гено Хартлауб
- 1993: Хелмут Хайсенбютел